# Yasmina Nini-Faucon
 (septembre 2024).
 (octobre 2024).
La mise en forme du texte ne suit pas les recommandations de Wikipédia : il faut le « wikifier ».
Les points d'amélioration suivants sont les cas les plus fréquents. Le détail des points à revoir est peut-être précisé sur la page de discussion.
- Les titres sont pré-formatés par le logiciel. Ils ne sont ni en capitales, ni en gras.
- Le texte ne doit pas être écrit en capitales (les noms de famille non plus), ni en gras, ni en italique, ni en « petit »…
- Le gras n'est utilisé que pour surligner le titre de l'article dans l'introduction, une seule fois.
- L'italique est rarement utilisé : mots en langue étrangère, titres d'œuvres, noms de bateaux, etc.
- Les citations ne sont pas en italique mais en corps de texte normal. Elles sont entourées par des guillemets français : « et ».
- Les listes à puces sont à éviter, des paragraphes rédigés étant largement préférés. Les tableaux sont à réserver à la présentation de données structurées (résultats, etc.).
- Les appels de note de bas de page (petits chiffres en exposant, introduits par l'outil «  Source ») sont à placer entre la fin de phrase et le point final[comme ça].
- Les liens internes (vers d'autres articles de Wikipédia) sont à choisir avec parcimonie. Créez des liens vers des articles approfondissant le sujet. Les termes génériques sans rapport avec le sujet sont à éviter, ainsi que les répétitions de liens vers un même terme.
- Les liens externes sont à placer uniquement dans une section « Liens externes », à la fin de l'article. Ces liens sont à choisir avec parcimonie suivant les règles définies. Si un lien sert de source à l'article, son insertion dans le texte est à faire par les notes de bas de page.
- La présentation des références doit suivre les conventions bibliographiques. Il est recommandé d'utiliser les modèles {{Ouvrage}}, {{Chapitre}}, {{Article}}, {{Lien web}} et/ou {{Bibliographie}}. Le mode d'édition visuel peut mettre en forme automatiquement les références.
- Insérer une infobox (cadre d'informations à droite) n'est pas obligatoire pour parachever la mise en page.

Pour une aide détaillée, merci de consulter Aide:Wikification.
Si vous pensez que ces points ont été résolus, vous pouvez retirer ce bandeau et améliorer la mise en forme d'un autre article.
Yasmina Nini-Faucon, née le 19 août 1959 à Toulon (Var) est une productrice de cinéma française.

## Biographie
Elle est la fille d’immigrés algériens venus en France dans les années cinquante.
Le film Fatima est récompensé par 3 César : le César de la meilleure adaptation et celui du meilleur film en février 2016. Par ailleurs, l'actrice Zita Hanrot reçoit le César du meilleur espoir féminin pour son rôle dans le même film.

## Filmographie (en tant que productrice)
- 2008 : Dans la vie de Philippe Faucon
- 2011 : La Désintégration de Philippe Faucon (production Screen Runner, coproduction Istiqlal Films)
- 2015 : Fatima de Philippe Faucon
- 2018 : Amin de Philippe Faucon
- 2019 : L'Homme qui a vendu sa peau de Kaouther Ben Hania (production Tanit Films, coproduction Istiqlal Films)
- 2022 : Les Harkis de Philippe Faucon
- 2024 : Nismet TV (production Alef One, coproduction Arte France, Istiqlal Films et Pictanovo (5)).